# 李琨
李琨（7世纪—702年），唐朝宗室，唐太宗之孙，吴王李恪之子，哥哥是成王李仁（李千里）。
生年没有记载。在他父亲被高宗皇帝、长孙无忌逼迫自杀时，李仁、李琨等兄弟四人被流放岭南。武后时李琨历任淄、卫、宋、郑、梁、幽六州刺史，皆有名。圣历年间，为岭南招慰使，安辑反叛的獠族，甚得其宜。去世后，赠司卫卿。神龙初年，追赠张掖郡王。开元年间，因子信安王李祎，追封吴王。幼子李祗封嗣吴王。